# 양산군 (1948년 선거구)
양산군은 대한민국의 옛 국회의원 선거구이다. 당시 경상남도 양산군 지역을 관할했다.

## 역사
제헌 국회의원 선거를 앞두고 양산군 전 지역을 관할하는 선거구로 신설되었다.
제6대 국회의원 선거를 앞두고 동래군 선거구와 통합되면서 양산군·동래군 선거구를 이루게 됨에 따라 폐지되었다.

## 역대 국회의원
| 선거   | 정당 | 정당   | 의원   |
| ------ | ---- | ------ | ------ |
| 1948년 |      | 무소속 | 정진근 |
| 1950년 |      | 무소속 | 서장주 |
| 1954년 |      | 무소속 | 지영진 |
| 1958년 |      | 자유당 | 지영진 |
| 1960년 |      | 무소속 | 임기태 |

## 역대 선거 결과

### 대한민국 제헌 국회의원 선거
|  | 54.67% |

|  | 40.61% |

|  | 3.08% |

|  | 1.61% |

### 대한민국 제2대 국회의원 선거
|  | 24.72% |

|  | 21.07% |

|  | 13.30% |

|  | 13.02% |

|  | 5.98% |

|  | 5.64% |

|  | 4.47% |

|  | 4.45% |

|  | 4.29% |

|  | 3.03% |

### 대한민국 제3대 국회의원 선거
|  | 43.22% |

|  | 26.32% |

|  | 11.93% |

|  | 11.44% |

|  | 3.88% |

|  | 2.02% |

|  | 1.16% |

|  | 0% |

|  | 0% |

|  | 0% |

### 대한민국 제4대 국회의원 선거
| 대한민국 제4대 국회의원 선거경상남도 양산군 |        |        |        |        |      |      |  |
|                                             |        |        |        |        |      |      |  |
| 후보                                        | 후보   | 정당   | 득표   | 득표율 | 당락 | 비고 |  |
|                                             | 지영진 | 자유당 | 무투표 | 무투표 | 당선 |      |  |
| 합계                                        | 합계   | 합계   | 0표    |        |      |      |  |

### 대한민국 제5대 국회의원 선거
|  | 24.90% |

|  | 18.86% |

|  | 18.29% |

|  | 16.54% |

|  | 10.55% |

|  | 4.15% |

|  | 3.63% |

|  | 3.03% |